# Hometown Glory
Hometown Glory ist die Debütsingle der britischen Sängerin Adele aus ihrem Debütalbum 19. Das Lied wurde am 22. Oktober 2007 im Vereinigten Königreich als Single veröffentlicht. Im Jahr 2008 wurde das Lied als vierte Single des Albums erneut veröffentlicht. Adele schrieb das Lied in nur zehn Minuten, nachdem ihre Mutter sie von der Idee abgebracht hatte, ihren Londoner Stadtteil West Norwood zu verlassen.
Hometown Glory wurde erstmals bei ihrem Plattenlabel Pacemaker Recordings veröffentlicht. Dort erschien der Song nur in einer auf 500 Stück limitierten Auflage als 7″-Vinyl-Schallplatte. Anfangs schaffte es die Auskopplung nicht in die Charts. In der Veröffentlichungswoche ihres Debütalbums 19 schaffte es das Lied durch hohe Downloadverkäufe erstmals in die britischen Charts. Im Jahr 2010 wurde das Lied für einen Grammy in der Kategorie Beste weibliche Gesangsdarbietung – Pop nominiert.

## Hintergrund und Komposition
2008 wurde Hometown Glory als Adeles Debüt in den USA veröffentlicht. Durch die Popularität des Liedes im Vereinigten Königreich schaffte es die Wiederveröffentlichung am 21. Juli 2008, wieder nur allein durch Downloadverkäufe, in die UK Top 40. Im Juli 2008 wurde der Titel Adeles dritter „UK Top 20“-Hit in den britischen Charts nacheinander.
Das Lied wird im Tonschlüssel B♭ mit einem Tempo von 60 bpm gespielt. Adeles Stimmumfang reicht von D4 bis A5.

## Musikvideo
Die limitierte Schallplatten-Veröffentlichung von Hometown Glory besaß kein Promovideo. Das Musikvideo wurde für die Wiederveröffentlichung der Single in Hayes, West London vor einem Supermarkt gedreht. Im Musikvideo singt Adele das Lied auf dem Parkplatz, dabei bewegen sich Poster von verschiedenen Städten um Adele herum.

## Verwendung
Am 7. April 2008 konnte man Hometown Glory in der Dramaserie Skins – Hautnah hören, dadurch stieg die Single anschließend wieder in die UK Top 40 auf Platz 32. Am 24. April 2008 war das Lied in der Serie One Tree Hill zu hören. Am 22. Mai 2008 konnte man das Lied im Finale der vierten Staffel von Grey’s Anatomy hören. Laut Adeles Manager Jonathan Dickins wählte Alexandra Patsavas Hometown Glory, nachdem sie gesehen hatte, wie Adele es im Hotel Café in Los Angeles gesungen hatte. Am 10. Juni 2008 war das Lied in der britischen Soap Hollyoaks zu hören. Am 13. Oktober 2008 und am 5. November 2010 wurde es wieder verwendet.
Am 2. Juli 2008 wurde das Lied für die vierte Staffel der US-Serie So You Think You Can Dance bei einem Tanz von Katee Shean und Joshua Allen verwendet. In der zweiten Staffel von Secret Diary of A Call Girl war das Lied auch zu hören. Eine Remixversion des Liedes wurde für die Drama-Komödie Misfits verwendet und für die Seifenoper Coronation Street. In einer Episode von 90210 war das Lied auch zu hören sowie in The Hills. Das Lied wurde vom Rapper Big K.R.I.T. auf seiner Single Hometown Hero gesamplet.
Der französische Rapper La Fouine sampled das Lied von Adele in seinem Song "Vécu" (2011, feat. Kamelancien).

## Kommerzieller Erfolg

### Chartplatzierungen
Am 13. April 2008 stieg Hometown Glory nach der Verwendung in der Serie Skins in den britischen Singlecharts auf Platz 32 ein. Am 6. Juli 2008 stieg das Lied wieder auf Platz 74 ein und kletterte in der folgenden Woche auf Platz 49. Am 27. Juli 2008 erreichte das Lied mit Platz 19 seine Höchstplatzierung. In den Jahrescharts erreichte das Lied Platz 162. In Belgien war das Lied besonders in Wallonien erfolgreich und erreichte dort Platz 3, in Flandern Platz 14 der Charts. In Frankreich erreichte das Lied nur Platz 95 und in den Niederlanden erreichte die Single Platz 25.
Das Lied erzielte in den USA einige Aufmerksamkeit, verfehlte jedoch die Billboard Hot 100.
| ChartsChartplatzierungen     | Höchstplatzierung | Wochen |
| ---------------------------- | ----------------- | ------ |
| Vereinigtes Königreich (OCC) | 19 (29 Wo.)       | 29     |

### Auszeichnungen für Musikverkäufe
| Land/Region                  | Auszeichnungen für Musikverkäufe (Land/Region, Auszeichnung, Verkäufe) | Verkäufe  |
| ---------------------------- | ---------------------------------------------------------------------- | --------- |
| Dänemark (IFPI)              | Gold                                                                   | 45.000    |
| Kanada (MC)                  | Platin                                                                 | 80.000    |
| Vereinigtes Königreich (BPI) | 2× Platin                                                              | 1.200.000 |
| Insgesamt                    | 1× Gold · 3× Platin ·                                                  | 1.325.000 |

Hauptartikel: Adele (Sängerin)/Auszeichnungen für Musikverkäufe